# Yokosuka H5Y

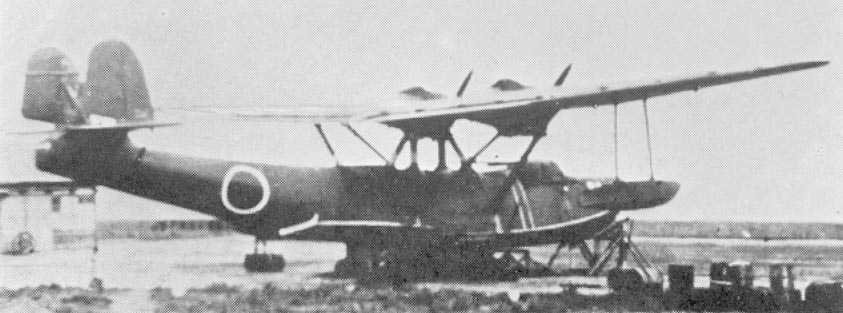
Yokosuka H5Y1

Yokosuka H5Y (九九式飛行艇, Łódź Latająca Marynarki Wzór 99 Model 11) – japońska, rozpoznawcza łódź latająca z okresu II wojny światowej. Samolot miał uzupełniać będące już w służbie, czterosilnikowe Kawanishi H6K, ale z powodu problemów z konstrukcją kadłuba i niezadowalającymi osiągami zbudowano tylko dwadzieścia egzemplarzy tego samolotu. Samolot nosił amerykańską nazwę kodową Cherry.

## Tło historyczne
W 1934 Marynarka Japońska złożyła zamówienie 9-Shi na średniej wielkości łódź latającą mającą w zamierzeniu uzupełniać będące już w służbie duże, czterosilnikowe samoloty tego typu. W odpowiedzi w zakładach zbrojeniowych Marynarki (Dai-Ichi Kaigun Koku Gijitsusho) zaprojektowano dwusilnikową łódź latającą która miała być produkowana w zakładach Yokosuka. Przy projektowaniu samolotu wykorzystano doświadczenie zdobyte przy budowanym wcześniej Yokosuka H4H.

## Opis konstrukcji
Patrolowa łódź latająca Yokosuka H5Y była dwusilnikowym górnopłatem typu parasol. Napęd stanowiły 14-cylindrowe, chłodzone powietrzem silniki gwiazdowe typu Mitsubishi Shinten 21 o mocy 1200 KM każdy.
Samolot mierzył 20,5 metrów długości i 6,71 metrów wysokości, rozpiętość skrzydeł wynosiła 31,57 metrów. Powierzchnia skrzydeł wynosiła 107,7 metrów kwadratowych. Masa własna wynosiła 7070 kilogramów, a masa startowa wynosiła do 11.500 kilogramów.
Uzbrojenie obronne stanowiły trzy pojedyncze karabiny maszynowe kalibru 7,7 mm, samolot mógł być także uzbrojony w dwie bomby lotnicze o masie 250 kilogramów każda.
Prędkość maksymalna na wysokości 700 metrów wynosiła 165 węzłów (305 km/h), zasięg wynosił do 2591 mil morskich (4800 kilometrów). Maksymalny czas lotu wynosił do 36 godzin.

## Historia
Dwa prototypy zostały zbudowane we zakładach zbrojeniowych marynarki w Kure. Po oblataniu i zatwierdzeniu do służby samolot otrzymał krótkie oznaczenie H5Y1 i długie oznaczenie Łódź Latająca Marynarki Wzór 99 Model 11. W trakcie eksploatacji wyszły na jaw problemy z wytrzymałością strukturalną samolotu oraz jego niezadowalające osiągi i produkcja została zakończona po 20 egzemplarzach.
W początkowym okresie wojny samoloty te służyły w roli samolotów ZOP, w późniejszym czasie służyły w roli samolotów szkolnych i transportowych.
W czasie wojny samolot nosił amerykańską nazwę kodową Cherry.